# Iransk-kurdiska konflikten
Iransk-kurdiska konflikten är en pågående konflikt mellan Iran och Irakiska Kurdistan som inleddes den 13 mars 2022 och är en del av israelisk-iranska konflikten. Några dagar före konfliktens utbrott kom ett uttalande från Islamiska revolutionsgardet, vilket angav att Israel kommer att straffas för morden på Ehsan Karbalaipour och Morteza Saeidnejad, två IRGC-överstar som dödades i ett israeliskt luftangrepp i utkanten av Damaskus i Syrien den 7 mars 2022. Den 13 mars avfyrade Iran flera ballistiska missiler från östra Azerbajdzjan-provinsen, Iran, mot staden Erbil i Kurdistan-regionen. Irans Islamiska revolutionsgardet sade att målet var mot Israels "strategiska centrum" i Erbil.
Kurdiska myndigheter rapporterade att bland de platser som träffades av missilerna fanns stadens amerikanska konsulat och ett bostadsområde. En civilperson skadades i attacken. Enligt en amerikansk tjänsteman omfattade målen byggnader där en Mossad-cell misstänktes verka, enligt ett samtal med en irakisk källa.  Kurdiske presidenten Nechirvan Idris Barzani fördömde Irans attack vilket ledde till ökade spänningar. USA uppmanade de kurdiska myndigheterna att inte eskalera konflikten och Israel nekade till anklagelserna angående Mossads närvarade i Irakiska Kurdistan.